# The Covent-Garden Journal
The Covent-Garden Journal (modernizado como The Covent Garden Journal) foi um periódico literário inglês publicado duas vezes por semana durante a maior parte de 1752. Foi editado e quase inteiramente financiado pelo romancista, dramaturgo e ensaísta Henry Fielding, sob o pseudônimo de "Sir Alexander Drawcansir, Knt. Censor of Great Britain". Foi o quarto e último periódico de Fielding, e um de seus últimos trabalhos escritos.
O Jornal incitou a "Guerra de Papel" de 1752-1753, um conflito entre vários críticos literários e escritores contemporâneos, que começou depois que Fielding declarou guerra aos "exércitos de Grub Street" na primeira edição. Sua proclamação atraiu vários agressores e instigou um debate duradouro nas páginas de suas respectivas publicações. Inicialmente travada para aumentar as vendas, a Guerra do Papel acabou se tornando muito maior do que Fielding esperava e gerou um enorme volume de comentários secundários e literatura.
Outra controvérsia eclodiu em junho, quando Fielding expressou apoio a uma carta criticando o Ato das Casas Desordenadas de 1751 do governo de 1751 (25 Geo. 2. c. 36) no Journal. Seus comentários foram vistos pelo público como um endosso da legalidade da prostituição, e logo se tornou opinião comum que a carta, inicialmente atribuída a um "Humphrey Meanwell", foi de fato escrita por Fielding. Fielding refutou essa afirmação na edição de 1º de agosto do Jornal, ao mesmo tempo em que rotulou as prostitutas como fonte de males sociais.
O número final do Jornal foi lançado em 25 de novembro de 1752. Em seus últimos meses, as vendas fracas resultaram em uma transição do lançamento semi-semanal para o semanal. Problemas de saúde e uma indisposição para continuar levaram o Fielding a encerrar sua corrida após a edição do número 72. Morreu dois anos depois, quando estava em Lisboa, Portugal.